# St-Estève (Rians)

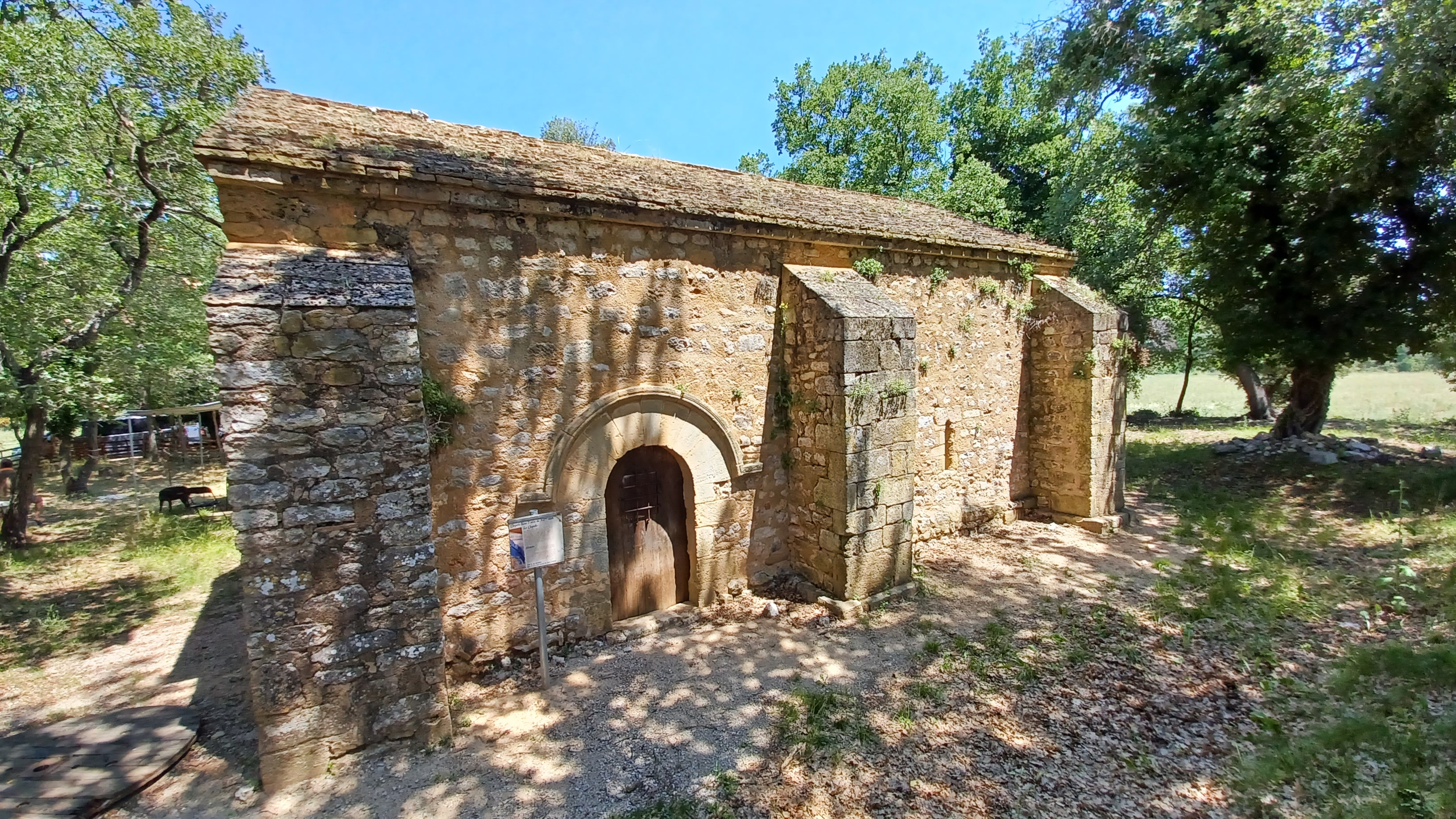
Kapelle Saint-Estève, Juni 2023

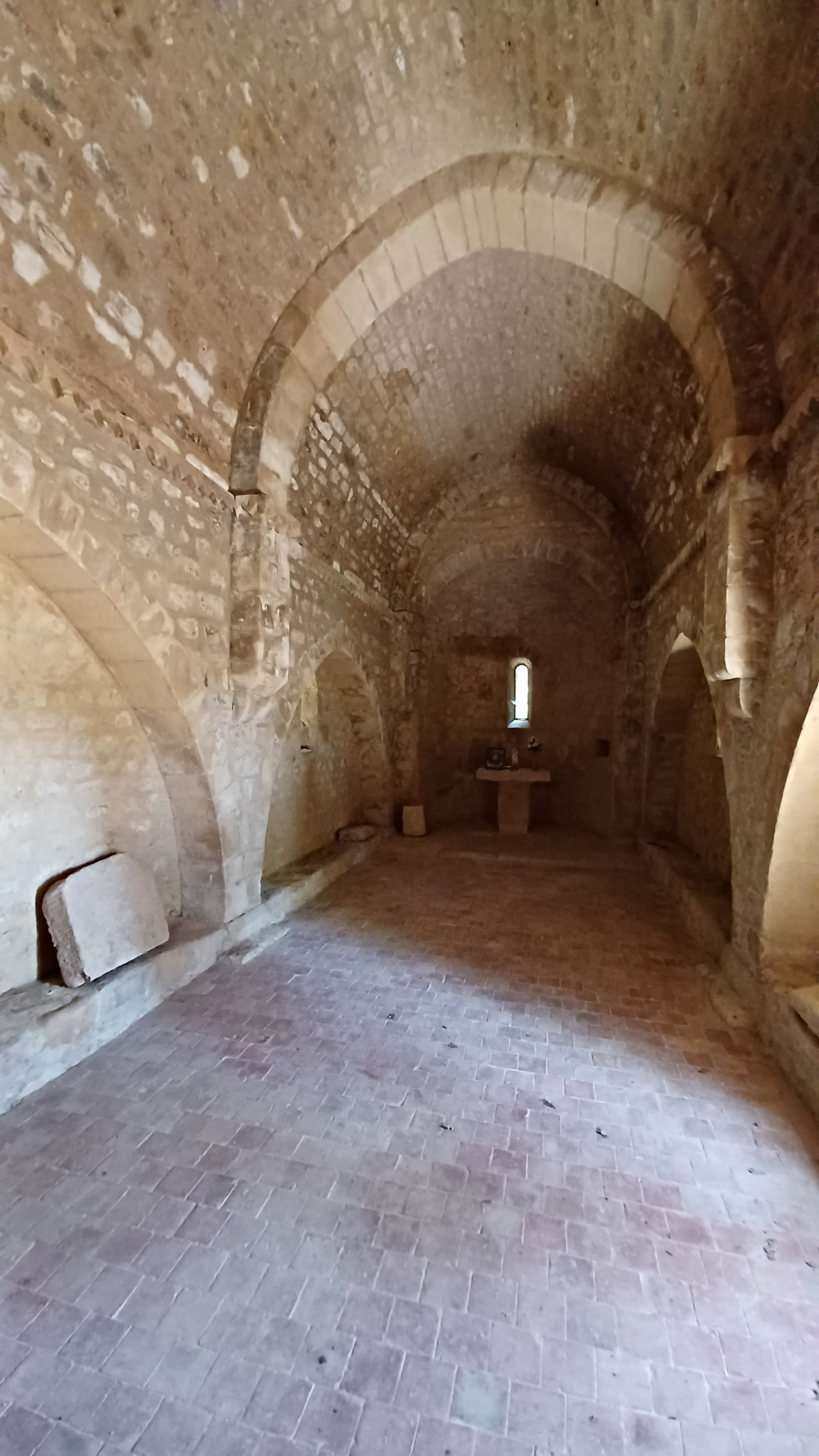
Kirchenschiff

Die Kapelle St-Estève in der Gemeinde Rians im französischen Département Var aus Bruchstein stammt aus dem 12. Jahrhundert und wurde auf den Grundmauern einer gallo-römischen Villa erbaut. Sie ist dem Heiligen Stephanus gewidmet.

## Architektur
Der einschiffige Ost-West-gerichtete Bau mit gebrochenem Tonnengewölbe besitzt eine Apsiskalotte. Drei Doppelbögen mit Spitzbogenarkaden ruhen auf Pilastern, die von unterschiedlich profilierten Köpfen getragen werden. Der Fries, der das Mauerwerk vom Gewölbe abgrenzt, ist mit Sägezahndekor verziert. Die Joche haben seitlich angeordnete Arkaden und ruhen auf abgeschrägten Basen in Höhe des gefliesten Bodens.
Der Zugang erfolgt über die Tür in der Südwand des westlichen Jochs. Das romanische Portal ist mit einer dünnen Traufe bedeckt. Die Tür besteht heute aus fünf senkrechten Holzbrettern. Das Gebäude ist immer zugänglich.

## Geschichte
Die Familie Simiane, der der Grund und Boden der Kapelle gehörte, schenkte diesen Besitz mit allen Gerichtsbarkeiten dem Kapitel von Saint-Sauveur in Aix-en-Provence, um sich von den Sünden zu befreien. Ab 1125 entwickelte sich um diese Kapelle, die fortan regelmäßig als Kirche für Gottesdienste genutzt wurde, herum ein Marktflecken. Dies wurde bei einer Visitation 1546 ausdrücklich erwähnt. Da keine Glocken vorhanden waren, wurde mit dem Blasen in ein Schneckenhorn der Beginn der Gottesdienste signalisiert. Zum Ende des 17. Jahrhunderts wurde sie offenbar nicht mehr genutzt. Trotz umfangreicher Renovierungen und Reparaturen, die zwischen 1850 und 1862 durchgeführt wurden, war eine Revitalisierung dieser Glaubensstätte als Versammlungsort nicht mehr gewünscht, weil der Ort zu abgeschieden lag.

## Zustand heute
Am 23. Juni 1993 wurde das Bauwerk als Monument Historique unter Schutz gestellt. Die Gemeinde unternahm daraufhin eine Bestandsaufnahme, um eine Restaurierung zu veranlassen. Zwischen Februar und Juni 2000 wurde an dem Kirchenbau gearbeitet. Seitdem steht er uneingeschränkt zur Andacht zur Verfügung.